# Star Empire Entertainment
Star Empire Entertainment (Hangul: 스타제국 Seuta Jeguk) là một công ty giải trí của Hàn Quốc được thành lập vào năm 2000 bởi Shin Ju-hak. Công ty hoạt động như một hãng thu âm, công ty tài năng, công ty sản xuất âm nhạc, công ty quản lý sự kiện, sản xuất buổi hòa nhạc và nhà xuất bản âm nhạc.
Các nghệ sĩ hiện tại bao gồm ZE:A, IMFACT và Ariaz. Các cựu nghệ sĩ bao gồm Jewelry, Nine Muses và V.O.S.

## Lịch sử

### 2000–2009: Thành lập và thế hệ nghệ sĩ thứ nhất
Star Empire Entertainment được thành lập vào năm 2000 và cho ra mắt thành công các nghệ sĩ bao gồm nhóm nhạc nữ Jewelry (2001), nhóm nhạc nam V.O.S. (2004).
Năm 2007, Star Empire signed established artist Poppin' Hyun Joon.
Tháng 2 năm 2009, Star Empire ra mắt ca sĩ solo Kim Sori, người đã gia nhập công ty sau khi thất bại trong buổi thử giọng để trở thành thành viên mới của Jewelry vào cuối năm 2006.

### 2010–2014: Liên doanh và thế hệ nghệ sĩ thứ hai
Star Empire cho ra mắt nhóm nhạc nam chín thành viên ZE:A vào tháng 1 năm 2010. Tháng 3 năm 2010, KMP Holdings (viết tắt của "Korean Music Power") được thành lập thông qua liên doanh giữa SM Entertainment, YG Entertainment, JYP Entertainment, Star Empire Entertainment cùng một số công ty khác như Medialine, CAN Entertainment và Music Factory. KMP trở thành nhà phân phối chính thức các bản phát hành âm nhạc từ các công ty này.
Tháng 8 năm 2010, công ty ra mắt nhóm nhạc nữ chín thành viên Nine Muses hoạt động theo mô hình nhóm nhạc nhập học – tốt nghiệp. Đây là nhóm nhạc nữ đầu tiên của Star Empire sau 9 năm kể từ khi công ty cho ra mắt nhóm nhạc Jewelry.
Tháng 10 năm 2010, Jaekyung rời nhóm để tập trung vào sự nghiệp người mẫu và vị trí trống được thay thế bởi Hyuna. Đến tháng 2 năm 2011, Star Empire thông báo các thành viên Bini và Rana đã rời nhóm để tập trung vào sự nghiệp diễn xuất và người mẫu, trong khi thành viên Euaerin rời nhóm để tập trung vào việc học tập của mình. Tuy nhiên, cuối cùng Euaerin đã quyết định tái gia nhập nhóm.
Tháng 11 năm 2012, KMP Holdings được mua lại bởi KT Music và đến giữa tháng 6 năm 2013, KT Music chính thức tiếp quản mạng lưới phân phối của KMP.
Tháng 1 năm 2014, Lee Sem và Eunji rời nhóm sau khi hết hạn hợp đồng. Đến tháng 6 năm 2014, có thông tin tiết lộ rằng Sera không gia hạn hợp đồng và đã rời nhóm để tập trung vào các hoạt động solo cũng như thành lập công ty chủ quản của riêng mình.
Star Empire ra mắt nhóm nhạc nam bốn thành viên SoReal vào năm 2014. Ngày 7 tháng 1 năm 2015, Star Empire thông báo rằng Jewelry chính thức tan rã sau 14 năm ra mắt. Cuối năm 2015, tất cả thành viên nhóm V.O.S chính thức rời công ty sau khi hết hạn hợp đồng.

### 2016–nay: Thế hệ nghệ sĩ thứ ba và Rising Star Entertainment
Tháng 1 năm 2016, Star Empire ra mắt nhóm nhạc nam Imfact. Vào ngày 4 tháng 3 năm 2016, Seo In-young, cựu thành viên của Jewelry, một lần nữa ký hợp đồng với Star Empire Entertainment sau khi rời công ty trước đó vào năm 2012.
Ngày 9 tháng 2 năm 2017, có thông tin sai sự thật cho rằng ZE:A đã tan rã được lan truyền sau khi xuất hiện các báo cáo về việc các thành viên nhóm rời công ty. Tuy nhiên, chính các thành viên sau đó đã xác nhận rằng sự thật không phải như vậy và hiện tại họ đang tập trung vào các hoạt động solo. Ngày 12 tháng 4, Star Empire đã đưa ra tuyên bố chính thức xác nhận rằng ZE:A không tan rã và sẽ trở lại với tư cách là một nhóm nhạc khi thời điểm đến.
Ngày 18 tháng 7 năm 2018, ba thành viên của SoReal (Ryu Phillip, Ju Daegeon, Kang Sungho) đã phát hành ca khúc "One and Only" với tên gọi Tri:al (트라이얼) thuộc Together E&M Entertainment, qua đó chính thức xác nhận việc họ rời khỏi Star Empire.
Ngày 10 tháng 2 năm 2019, Star Empire thông báo Nine Muses chính thức tan rã sau khi các thành viên Hyemi, Keumjo và Sojin rời công ty. Đến ngày 31 tháng 7 năm 2019, Gyeongree trở thành thành viên cuối cùng của nhóm nhạc rời công ty sau khi hết hạn hợp đồng. Điều này cũng đánh dấu sự tan rã của Nasty Nasty, một nhóm nhạc dự án bao gồm hai thành viên Gyeongree và Sojin.
Tháng 9 năm 2019, Star Empire thông báo rằng nhóm nhạc nữ sáu thành viên Ariaz sẽ chính thức ra mắt vào ngày 24 tháng 10 năm 2019 dưới sự quản lý của Rising Star Entertainment, công ty con của họ.

## Danh sách nghệ sĩ
Tất cả các nghệ sĩ hoạt động dưới sự quản lý của Star Empire Entertainment được biết đến với tên gọi chung là Star Empire Family.

### Nghệ sĩ thu âm
Nhóm nhạc
- IMFACT
- ZE:A
- Ariaz[a]

Nhóm nhỏ và nhóm nhạc dự án
- ZE:A 4U
- ZE:A Five
- ZE:A J

## Cựu nghệ sĩ
Nghệ sĩ thu âm
- A-Force (2009–2013, nhóm nhạc dự án)
- Kim Sori (2006–2009)
- Poppin' Hyun Joon (2007–2013)[13]
- Nine Muses (2010-2019)[14]
  - Jaekyung (2010)
  - Rana (2010–2011)
  - Bini (2010–2011)
  - Lee Sem (2010–2014)
  - Park Eunji (2010–2014)
  - Ryu Sera (2010–2014)
  - E.u.e.rine (2010–2016)
  - Minha (2010–2016)
  - Moon Hyuna (2010–2016)
  - Pyo Hyemi (2010-2019)
  - Son Sungah (2012-2019)
  - Park Gyeongree (2012-2019)
  - Jo Sojin (2014-2019)
  - Lee Keumjo (2015-2019)
- Jewelry (2001–2015)[15][16]
  - Jun Eun Mi (2001–2002)
  - Jung Yoo Jin (2001–2002)
  - Lee Ji Hyun (2001–2006)
  - Choi Min Ah (2002–2006)
  - Park Jung Ah (2001–2010)
  - Seo In-young (2002–2012, 2016–2017)
  - Eunjung (2008–2014)[15][16]
  - Baby J (2008–2014)[15][16]
  - Semi (2010–2014)[15][16]
  - Kim Ye-won (2011–2016)
- V.O.S (2004–2015)
- Nasty Nasty (nhóm nhạc dự án)
- SoReal

Diễn viên
- Hong Soo Ah
- Oh Ji-ho
- Kim Si-hyang[17]
- Julien Kang

## Các buổi hòa nhạc và lưu diễn
- Star Empire 1st Concert "Family Concert" (2016)[b]